# Сейський край
Се́йський кра́й (латис. Sējas novads) — адміністративно-територіальна одиниця Латвійської Республіки. Розташований у центральній частині країни, в історичному регіоні Ліфляндія. Адміністративний центр — Лоя. Створений 2009 року. Площа — 227,9 км². Населення — 2293 осіб (2011). 

## Населення
Національний склад краю за результатами перепису населення Латвії 2011 року.
| Національність | К-сть | % |
| -------------- | ----- | - |